# María Izquierdo (pintora)
María Izquierdo, nascida María Cenobia Izquierdo Gutiérrez (San Juan de los Lagos, 30 de outubro de 1902 - Cidade do México, 2 de dezembro de 1955) foi uma pintora mexicana. Ela é conhecida por ser a primeira mulher mexicana a ter sua arte exibida nos Estados Unidos. Ela dedicou sua vida e carreira à arte que exibia suas raízes mexicanas e se manteve entre artistas mexicanos famosos como Diego Rivera, José Clemente Orozco e David Alfaro Siqueiros.